# Předseda vlády Turecka
Předseda vlády Turecké republiky (turecky: Türkiye Cumhuriyeti Başbakanı) byl hlavou vlády Turecka od roku 1920 do roku 2018, kdy byl úřad zrušen a do čela vlády se postavil prezident. V průběhu politické historie Turecka se funkce a pravomoci úřadu měnily. V několika fázích byl premiér dominantní postavou turecké politiky, která převažovala nad prezidentem.
V Osmanské říši měl premiér osmanského sultána titul velkovezíra (turecky sadrazam). V období tanzimatu v 19. století začali velkovezíři přebírat roli, která se podobala roli premiérů v západoevropských monarchiích. Po přijetí ústavy z roku 1876 se předseda vlády začal postupně stávat odpovědný spíše parlamentu než sultánovi. Po pádu monarchie byl zpočátku v čele vlády předseda parlamentu. Po vyhlášení republiky v roce 1923 byla zřízena samostatná funkce předsedy vlády, ale vzhledem k faktickému systému vlády jedné strany a i vzhledem k síle osobnosti zakladatele státu Mustafy Kemala, který se stal prezidentem, byl premiér spíše v prezidentově stínu. Teprve v roce 1950 byla ústava pozměněna a učinila z premiéra ústřední postavu politického systému. Prezident byl upozaděn a i parlament měl malou šanci vládu omezovat. Nová ústava z roku 1961 značně omezila pravomoci vlády a posílila parlamentní dohled nad kabinetem. To vedlo k roztříštěnému politickému systému a častému pádu vlád. V roce 1982 byla přijata nová ústava, jež je stále v platnosti. I když byla dosti podobná své předchůdkyni, byla přijata nová opatření, aby se omezila křehkost vlád. Posílena byla také role premiéra, a to zejména na úkor jednotlivých ministrů. Nastala tak druhá éra silných premiérů. Později byly ale v ústavě provedeny četné změny, z nichž nejdůležitější byly ty z let 2007, 2010 a 2017. Již zavedení přímé volby prezidenta v roce 2014 bylo podle mnohých pozorovatelů faktickým přechodem na poloprezidentský systém a premiér začal být upozaďován na úkor prezidenta. Po všeobecných volbách v roce 2018 oficiálně vstoupily v platnost ústavní změny schválené v referendu v roce 2017, které znamenaly konec 98 let parlamentního vládnutí v Turecku. Symbolem toho bylo i úplné zrušení funkce předsedy vlády. Turecko přešlo na čistý prezidentský systém.